# In The Wings
In The Wings (1986-2004) est un cheval de course pur-sang anglais, spécialisé dans les courses de plat, propriété du Cheikh Mohammed Al Maktoum et entraîné par André Fabre.

## Carrière de courses
In The Wings débute sous les couleurs de son éleveur, le Cheikh Mohammed bin Rachid Al Maktoum par une victoire en juin de ses 2 ans, puis enchaîne avec un succès au niveau Listed. Mais une blessure au genou le tient éloigné des pistes pendant plus d'un an. Lorsqu'il fait son retour en septembre 1989, les meilleurs poulains européens de sa génération se sont déjà affrontés dans les Derbys : son compagnon de casaque Old Vic a triomphé dans le Prix du Jockey Club et l'Irish Derby, tandis que Nashwan a ébloui dans le Derby d'Epsom. Mais le protégé d'André Fabre rattrape vite le temps perdu : il remporte le Prix du Prince d'Orange. Encore tout neuf, inexpérimenté au plus haut niveau et avec une seule course dans les jambes à 3 ans, il s'aligne au départ du Prix de l'Arc de Triomphe pour défendre une génération si prometteuse mais finalement décimée : les deux phénomènes Old Vic et Nashwan ont quitté la scène plus tôt que prévu et ne se rencontreront jamais. L'un des favoris, puisqu'on ne connait pas ses limites et semble tenu en haute estime par son entraîneur, In The Wings ne peut relever le gant, largement battu dans une édition remportée par l'outsider Carroll House. 
En 1990, In The Wings fait sa rentrée dans le Prix Ganay où il tombe s'incliner face à un autre représentant de Cheikh Mohammed et d'André Fabre, Creator, que son jockey Cash Asmussen a préféré monter. En juin, il remporte son premier groupe 1, la Coronation Cup, puis enchaîne avec le Grand Prix de Saint-Cloud (où il laisse Carroll House à près de cinq longueurs), s'affirmant comme l'un des meilleurs chevaux d'âge européens. En revanche il échoue complètement dans les King George & Queen Elizabeth Stakes au cœur de l'été anglais. Dans la perspective du Prix de l'Arc de Triomphe, Cash Asmussen fait une nouvelle infidélité à In The Wings, préférant monter le 3 ans Antisaar. C'est donc une nouvelle fois avec Pat Eddery que le cheval se prépare, idéalement puisqu'il remporte une préparatoire, le Prix Foy. Mais dans le grand rendez-vous de Longchamp, où on attend un match avec la championne anglaise Salsabil, il ne peut que terminer quatrième du 3 ans Saumarez. Pour ses adieux dans la Breeders' Cup Turf, In The Wings prend sa revanche sur ce dernier et se retire avec une victoire de prestige. 

### Résumé de carrière
| Date         | Hippodrome   | Pays        | Course                               | Statut      | Distance    | Jockey        | Place       | Écart       | Vainqueur ou deuxième |
| 1988, 2 ans  | 1988, 2 ans  | 1988, 2 ans | 1988, 2 ans                          | 1988, 2 ans | 1988, 2 ans | 1988, 2 ans   | 1988, 2 ans | 1988, 2 ans | 1988, 2 ans           |
| ------------ | ------------ | ----------- | ------------------------------------ | ----------- | ----------- | ------------- | ----------- | ----------- | --------------------- |
| 17 juin      | Chantilly    | France      | Prix de Vineuil                      | Maiden      | 1 200 m     | Cash Asmussen | 1er / 8     | cte enc.    | Nucleon               |
| 22 août      | Deauville    | France      | Prix du Haras de la Huderie          | Listed      | 1 400 m     | Cash Asmussen | 1er / 5     | 1           | Or Acier              |
| 1989, 3 ans  |              |             |                                      |             |             |               |             |             |                       |
| 24 septembre | Longchamp    | France      | Prix du Prince d'Orange              | Gr. 3       | 2 000 m     | Cash Asmussen | 1er / 5     | 1/2         | Mansonnien            |
| 8 octobre    | Longchamp    | France      | Prix de l'Arc de Triomphe            | Gr. 1       | 2 400 m     | Cash Asmussen | 11e / 19    | 5 ½         | Carroll House         |
| 1990, 4 ans  |              |             |                                      |             |             |               |             |             |                       |
| 29 avril     | Longchamp    | France      | Prix Ganay                           | Gr. 1       | 2 100 m     | Pat Eddery    | 2e / 10     | 2 ½         | Creator               |
| 7 juin       | Epsom        | Royaume-Uni | Coronation Cup                       | Gr. 1       | 2 400 m     | Cash Asmussen | 1er / 6     | 1 ½         | Observation Post      |
| 1er juillet  | Saint-Cloud  | France      | Grand Prix de Saint-Cloud            | Gr. 1       | 2 400 m     | Cash Asmussen | 1er / 8     | 1 ½         | Ode                   |
| 28 juillet   | Ascot        | Royaume-Uni | King George & Queen Elizabeth Stakes | Gr. 1       | 2 400 m     | Cash Asmussen | 5e / 11     | 7 ¾         | Belmez                |
| 16 septembre | Longchamp    | France      | Prix Foy                             | Gr. 3       | 2 400 m     | Pat Eddery    | 1er / 5     | 1/2         | Zartota               |
| 7 octobre    | Longchamp    | France      | Prix de l'Arc de Triomphe            | Gr. 1       | 2 400 m     | Pat Eddery    | 4e / 21     | 3 ¼         | Saumarez              |
| 27 octobre   | Belmont Park | États-Unis  | Breeders' Cup Turf                   | Gr. 1       | 2 400 m     | Gary Stevens  | 1er / 11    | 1/2         | With Approval         |

## Au haras
Retiré comme étalon à Kildangan Stud en Irlande, In The Wings va s'affirmer avec le temps comme un très bon étalon. En 2004, l'année de sa mort, il propose ses services à 60 000 €, lui qui avait commencé avec un tarif dix fois inférieur. Auteur d'une dizaine de lauréats de groupe 1, il a eu beaucoup d'influence sur l'élevage allemand, grâce à ses fils Soldier Hollow et Adlerflug, tous deux têtes de liste. Parmi ses meilleurs produits, on peut citer (avec le père de mère entre parenthèses) : 
- Singspiel (Halo) - l'un des grands champions des années 90, globe-trotter lauréat des Canadian International Stakes, de la Japan Cup, de la Dubai World Cup, de la Coronation Cup et des International Stakes, élu cheval de l'année sur le gazon aux États-Unis en 1996.
- Adlerflug (Last Tycoon) - Derby Allemand, Deutschland Preis, trois fois tête de liste des étalons en Allemagne, père de l'Arc-winner Torquator Tasso.
- Soldier Hollow (Common Grounds) - Grosser Dallmayr-Preis (x2), Premio Roma (x2), trois fois tête de liste des étalons en Allemagne.
- Winged Love (Top Ville) - Irish Derby.
- Kutub (Habitat) - Gran Premio del Jockey Club, Preis von Europa, Grosser Dallmayr-Preis.
- Central Park (Relkino) - Derby Italiano, Premio Presidente della Repubblica.
- Mamool (Woodman) - Preis von Europa, Grosser Preis von Baden.

Souffrant de fourbure, In The Wings meurt en avril 2004, à 18 ans.

## Origines
Poulain de grande naissance, In The Wings, comme Old Vic, comme Salsabil, appartient à la fabuleuse première génération des produits de l'illustre Sadler's Wells, le meilleur continuateur au haras de son père-fondateur Northern Dancer. 
High Hawk, la mère d'In The Wings, avait gagné ses galons classiques en se classant deuxième des Irish Oaks et des Oaks d'Italie en 1983. Cette excellent jument remporta par ailleurs le Premio Roma, les Ribblesdale Stakes, les Park Hill Stakes et le Prix de Royallieu. Elle a très bien réussi au haras, donnant également :  
- Hunting Hawk (par Sadler's Wells) : Prix Greffulhe, 3e Prix du Jockey Club.
- morozov (par Sadler's Wells) : Prix Hubert de Chaudenay (Gr.2),Prix du Lys (Gr.3), Prix de Barbeville (Gr.3), 2e Prix Vicomtesse Vigier, 3e Prix Kergorlay, Prix Niel.
- Hawker's News (par King of Kings) : Lingfield Derby Trial (Gr.3)
- Arlette (par King of Kings), mère de : 
  - Alexandros (par Kingmambo) : Al Rashidiya (Gr.3), Prix de Cabourg (Gr.3), 2e Lockinge Stakes, 3e Prix Morny, Dubai Duty Free.

La famille maternelle d'In The Wings ressort d'une grande souche Boussac/Aga Khan, remontant à la jument-base Zariba, née en 1919, dont descendent une multitude de champions tels Corrida, Daylami, Dalakhani ou encore Dubawi.

### Pedigree
| Origines de In The Wings (GB), mâle bai né en 1986 | Origines de In The Wings (GB), mâle bai né en 1986 | Origines de In The Wings (GB), mâle bai né en 1986 | Origines de In The Wings (GB), mâle bai né en 1986 |
| -------------------------------------------------- | -------------------------------------------------- | -------------------------------------------------- | -------------------------------------------------- |
| Père Sadler's Wells                                | Northern Dancer                                    | Nearctic                                           | Nearco                                             |
| Père Sadler's Wells                                | Northern Dancer                                    | Nearctic                                           | Lady Angela                                        |
| Père Sadler's Wells                                | Northern Dancer                                    | Natalma                                            | Native Dancer                                      |
| Père Sadler's Wells                                | Northern Dancer                                    | Natalma                                            | Almahmoud                                          |
| Père Sadler's Wells                                | Fairy Bridge                                       | Bold Reason                                        | Hail To Reason                                     |
| Père Sadler's Wells                                | Fairy Bridge                                       | Bold Reason                                        | Lalun                                              |
| Père Sadler's Wells                                | Fairy Bridge                                       | Special                                            | Forli                                              |
| Père Sadler's Wells                                | Fairy Bridge                                       | Special                                            | Thong                                              |
| Mère High Hawk                                     | Shirley Heights                                    | Mill Reef                                          | Never Bend                                         |
| Mère High Hawk                                     | Shirley Heights                                    | Mill Reef                                          | Milan Mill                                         |
| Mère High Hawk                                     | Shirley Heights                                    | Hardiemma                                          | Hardicanute                                        |
| Mère High Hawk                                     | Shirley Heights                                    | Hardiemma                                          | Grand Cross                                        |
| Mère High Hawk                                     | Sunbittern                                         | Sea Hawk                                           | Herbager                                           |
| Mère High Hawk                                     | Sunbittern                                         | Sea Hawk                                           | Sea Nymph                                          |
| Mère High Hawk                                     | Sunbittern                                         | Pantoufle                                          | Panaslipper                                        |
| Mère High Hawk                                     | Sunbittern                                         | Pantoufle                                          | Etoile de France (famille 9-e)                     |